# Claudia Kolb
Claudia Kolb (Hayward, 19 de diciembre de 1949) es una nadadora estadounidense retirada especializada en pruebas de cuatro estilos, donde consiguió ser campeona olímpica en 1968 en los 200 y 400 metros.

## Carrera deportiva
En las Olimpidas de Tokio 1964 ganó la medalla de plata en los 200 metros braza; cuatro años después, en los Juegos Olímpicos de México 1968 ganó la medalla de oro en los 200 y 400 metros estilos.
Y en los Juegos Panamericanos de 1967 celebrados en la ciudad canadiense de Winnipeg ganó tres medallas de oro —200, 400 metros estilos, y 200 metros mariposa— y una de plata en 200 metros braza.